# Neurolepis pittieri
Neurolepis pittieri är en gräsart som beskrevs av Mcclure. Neurolepis pittieri ingår i släktet Neurolepis och familjen gräs. Inga underarter finns listade i Catalogue of Life.